# Al-Chatim al-Chalifa

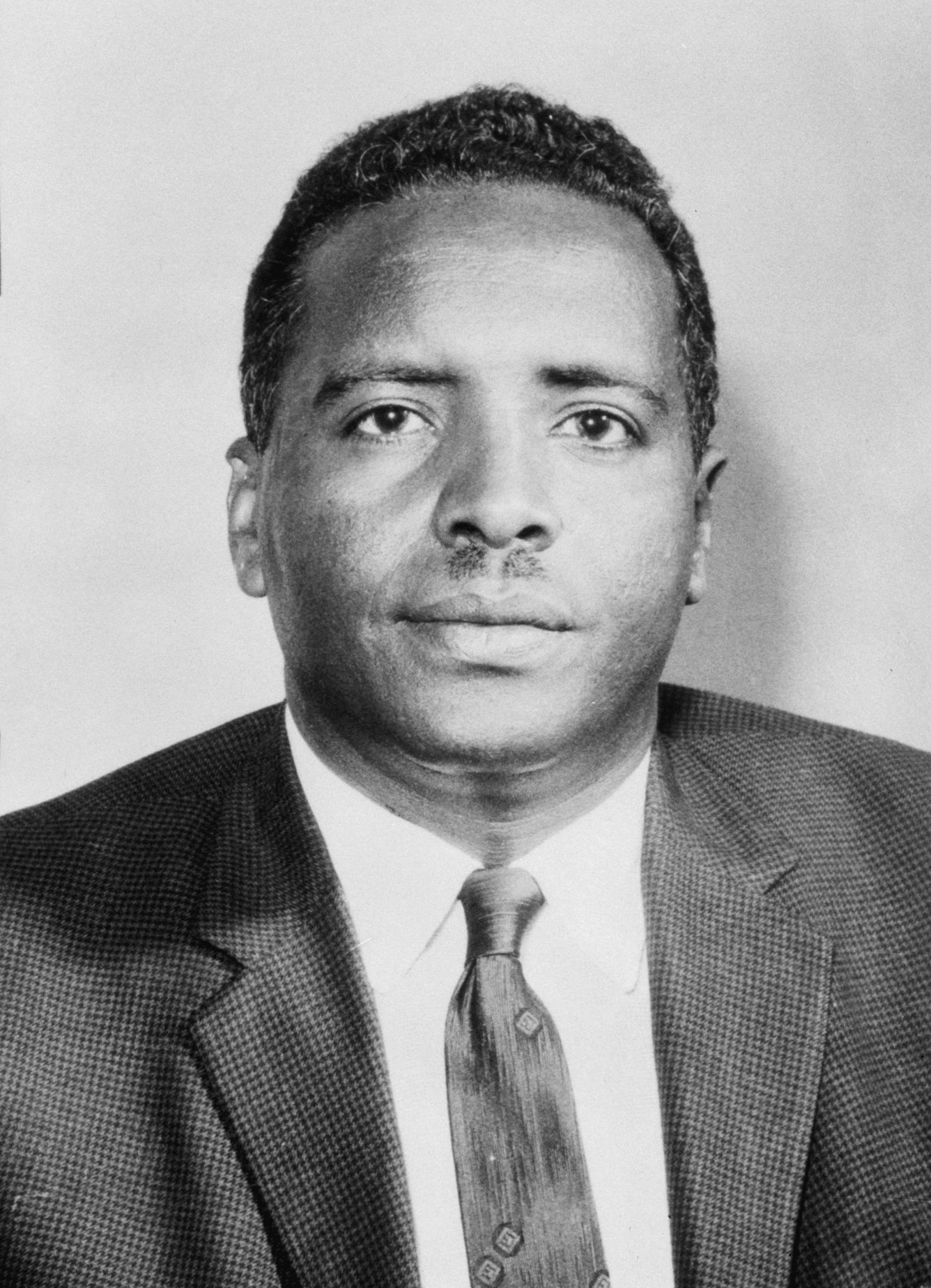
al-Chatim al-Chalifa

Sirr al-Chatim al-Chalifa al-Hasan (arabisch سر الختم الخليفة الحسن, DMG Sirr al-Ḫatim al-Ḫalīfa al-Ḥasan; * 1919 in ad-Duwaim; † 18. Februar 2006) war vom 30. Oktober 1964 bis zum 8. Juli 1965 sudanesischer Ministerpräsident.

## Leben
1937 studierte er am Gordon Memorial College, dann reiste er nach Großbritannien, wo er von 1944 bis 1946 seine Ausbildung am Exeter College der University of Oxford fortsetzte.
Er arbeitete zunächst im Ausbildungsbereich als Lehrer am Bakht Errida Training Institut (1938–1944), danach wurde er zum Ausbildungsinspektor bei Dschuba ernannt und war für die Einführung der arabischen Sprache im Ausbildungssystem und Schulwesen in Südsudan (1950–1957) verantwortlich. Später wurde er zum Assistenzdirektor der Ausbildung für die südlichen Regionen von Sudan ernannt. 1964 wurde er zum stellvertretenden Untersekretär im Ausbildungsministerium ernannt. Er wurde Ministerpräsident (Oktober 1964 bis Juli 1965) und wurde von der Professionals Front gewählt, um eine Übergangsregierung zu bilden, die mit der Organisation von Wahlen betraut wurde.
Nach den Wahlen und der Annahme der Macht durch politische Parteien wurde er zum Botschafter Sudans in Italien ernannt. Er blieb in diesem Posten bis 1969, bis er durch die Regierung von an-Numeiri entlassen wurde. An-Numeiri ernannte ihn 1973 zum Ausbildungsminister. Später wurde er vom Ausbildungsministerposten entlassen und als Berater zum Präsidenten der Republik für pädagogische Angelegenheiten ernannt. Er hielt diesen Posten bis 1985, bis die an-Numeiri-Regierung von General Abd ar-Rahman Swar ad-Dahab gestürzt wurde.